# Anello di Gorenstein
In matematica, in particolare in algebra commutativa, un anello di Gorenstein è un anello commutativo tale che la localizzazione in ogni ideale primo è un anello di Gorenstein locale.
Un anello di Gorenstein locale è un anello locale, commutativo, noetheriano R tale che la sua dimensione iniettiva come R-modulo è finita.
Il concetto di anello di Gorenstein è un caso particolare del più generale concetto di anello di Cohen-Macaulay.
Gli analoghi non commutativi degli anelli di Gorenstein di dimensione 0 sono detti anelli di Frobenius.

## Definizioni equivalenti
Un anello locale, commutativo, noetheriano {\displaystyle (R,m,k)}, con dimensione di Krull {\displaystyle n}, è detto anello di Gorenstein locale di dimensione {\displaystyle n} se gode di una delle seguenti proprietà equivalenti:
- {\displaystyle R} ha dimensione iniettiva finita come {\displaystyle R}-modulo;
- {\displaystyle R} ha dimensione iniettiva {\displaystyle n} come {\displaystyle R}-modulo;
- {\displaystyle \operatorname {Ext} _{R}^{i}(k,R)=0} per {\displaystyle i\neq n} e {\displaystyle \operatorname {Ext} _{R}^{n}(k,R)} è isomorfo a {\displaystyle k};
- {\displaystyle \operatorname {Ext} _{R}^{i}(k,R)=0} per qualche {\displaystyle i>n};
- {\displaystyle \operatorname {Ext} _{R}^{i}(k,R)=0} per ogni {\displaystyle i<n} e {\displaystyle \operatorname {Ext} _{R}^{n}(k,R)} è isomorfo a {\displaystyle k}.

## Caso non commutativo
Un anello R (non necessariamente commutativo) è detto anello di Gorenstein se ha dimensione iniettiva finita sia come R-modulo sinistro che come R-modulo destro. Se R è un anello locale allora è detto anello di Gorenstein locale.

## Esempi
- Ogni anello locale regolare è di Gorenstein.
- L'anello k[x,y,z]/(x2, y2, xz, yz, z2–xy) è un anello di Gorenstein 0-dimensionale.

## Proprietà
Un anello locale commutativo noetheriano è di Gorenstein se e solo se il suo completamento è di Gorenstein.